# Cedusa zedusa
Cedusa zedusa är en insektsart som beskrevs av Caldwell 1944. Cedusa zedusa ingår i släktet Cedusa och familjen Derbidae. Inga underarter finns listade i Catalogue of Life.